# Anyphops bechuanicus
Espèce
Synonymes
- Selenops bechuanicus Lawrence, 1940

Anyphops bechuanicus est une espèce d'araignées aranéomorphes de la famille des Selenopidae.

## Distribution
Cette espèce est endémique d'Afrique du Sud. Elle se rencontre au Nord-Ouest et au KwaZulu-Natal.

## Description
Le mâle syntype mesure 9,5 mm.

## Systématique et taxinomie
Cette espèce a été décrite sous le protonyme Selenops bechuanicus par Lawrence en 1940. Elle est placée dans le genre Anyphops par Benoit en 1968.

## Étymologie
Son nom d'espèce lui a été donné en référence au lieu de sa découverte, le Bechuanaland.

## Publication originale
- Lawrence, 1940 : « The genus Selenops (Araneae) in South Africa. » Annals of the South African Museum, vol. 32, p. 555-608 (texte intégral).